# Flixton FC
Flixton FC är en engelsk fotbollsklubb från Flixton, nära Urmston, Greater Manchester. Klubben skapades 1960. Klubben spelar för närvarande i North West Counties Football League, division ett.